# Frank Beck
Frank Beck est un fleurettiste allemand né le 26 juin 1961 à Tauberbischofsheim.

## Carrière
Frank Beck participe à l'épreuve de fleuret par équipe lors des Jeux olympiques d'été de 1984 à Los Angeles et remporte avec ses partenaires ouest-allemands avec Matthias Behr, Harald Hein, Matthias Gey et Klaus Reichert la médaille d'argent.